# Военное сотрудничество Беларуси и Азербайджана

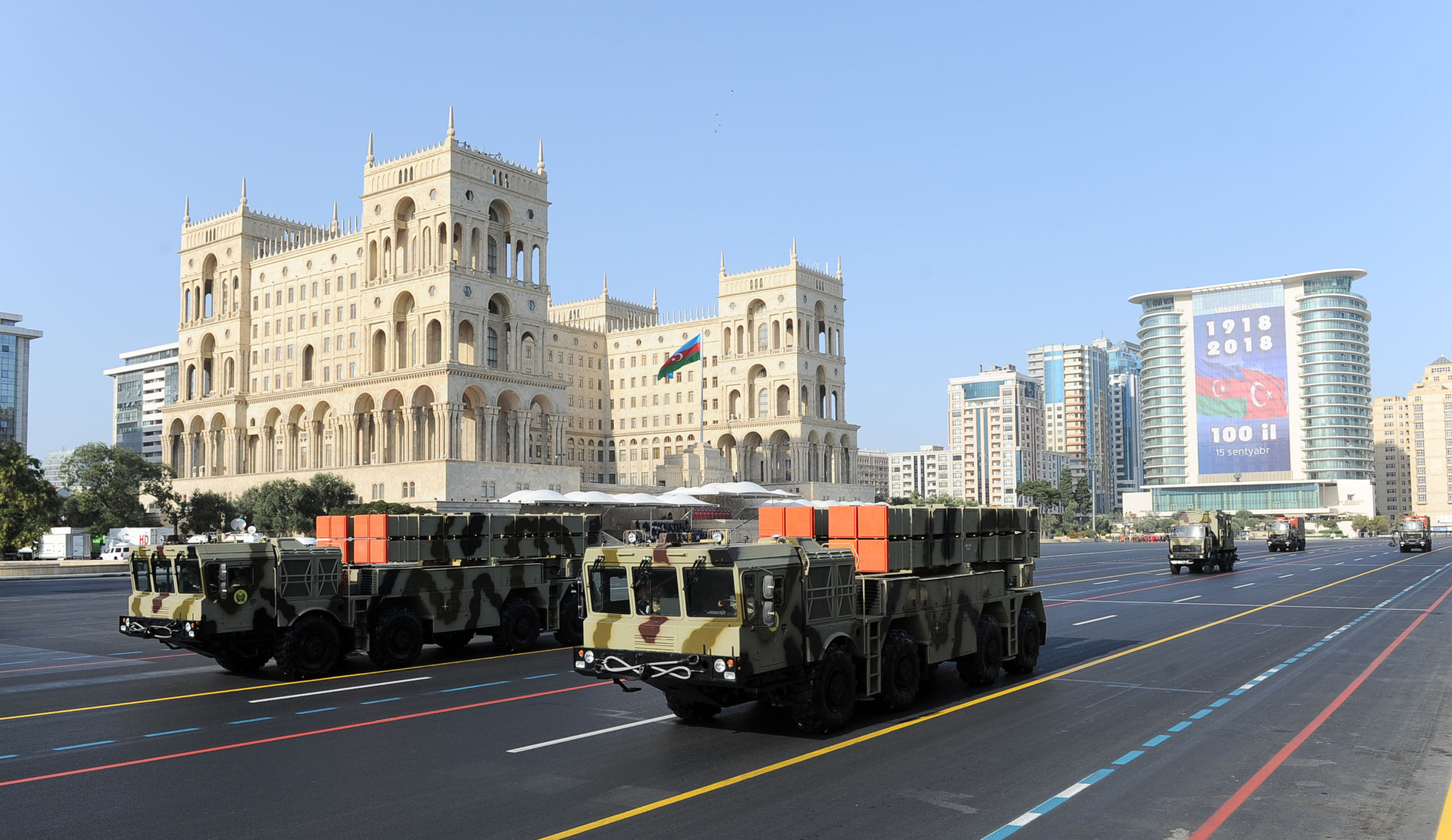
РСЗО В-200 «Полонез» белорусского производства на военном параде в Баку, 2018 год.

Военное сотрудничество Белоруссии и Азербайджана — одно из направлений совместной деятельности Республики Беларусь и Азербайджанской Республики, связанное с военными, военно-политическими и военно-техническими вопросами.

## Общий обзор
Многие аспекты двухстороннего взаимодействия в данной области засекречены, однако, в источниках открытого доступа всё же содержатся определённые сведения, позволяющие сделать вывод о долгосрочной и тесной кооперации. Более того, Азербайджан считается одним из главных покупателей оружия у Белоруссии.
На определённые акценты в политике официального Минска на азербайджанском направлении указывает специфика кадровой политика в части формирования дипломатического корпуса, и конкретно – фигура белорусского посла в Баку. В ноября 2020 года эту должность занял генерал-полковник Андрей Равков, в прошлом министр обороны и государственный секретарь Совета безопасности Республики Беларусь. Также весьма символично, что преемник Равкова на посту главы военного ведомства, генерал-лейтенант Виктор Хренин свой первый зарубежный визит нанёс именно в Азербайджан. Политический обозреватель Александр Шпаковский писал, что тем самым белорусские власти подчеркнули доверительный характер отношений и значимость взаимодействия двух государств в области обороны и безопасности.

## Военно-техническая сфера
Баку является одним из ключевых партнёров официального Минска в области военно-технического сотрудничества, а между Государственным военно-промышленным комитетом Республики Беларусь и Министерством оборонной промышленности Азербайджанской Республики заключено соответствующее соглашение. С 2002 по 2022 год последняя страна находилась в лидерах по закупкам различных видов белорусских вооружений: на первом месте по закупке танков и артиллерии; на втором – по закупке бронетехники, на третьем – по закупке боевых самолётов. В октябре 2020 года, то есть в разгар Второй Карабахской войны, глава государства Ильхам Алиев в интервью французской газете Le Figaro назвал Беларусь наряду с Россией, Турцией и Израилем в качестве «основных поставщиков» военной продукции для нужд азербайджанской армии.
Согласно официальным данным, в 2012 году Баку потратил на закупку белорусской военной техники 167 млн долларов. Правда, в последующее время случился провал (в 2013 году Минск продал всего на $ 32 млн, в 2014 и 2015 годах и вовсе закупок Баку не производил), но уже в 2016 году ситуация изменилась — Азербайджан, согласно докладу Стокгольмского международного института исследования проблем мира (SIPRI), закупил у Белоруссии оружия сразу на $ 170 млн.
В 2008—2011 годах азербайджанские комплексы ПВО С-125M «Печора» и 9K33M3 «Oсa-AKM» проходили модернизацию на белорусском предприятии «Тетраэдр» (г. Минск).
| Белорусские военные поставки в Азербайджан | Белорусские военные поставки в Азербайджан                        | Белорусские военные поставки в Азербайджан                                                      |
| Год                                        | Продукция                                                         | Примечания                                                                                      |
| ------------------------------------------ | ----------------------------------------------------------------- | ----------------------------------------------------------------------------------------------- |
| 2005                                       | 19 ед. Т-72                                                       | [ 7 ]                                                                                           |
| 2006                                       | 41 ед. Т-72                                                       | [ 7 ]                                                                                           |
| 2008                                       | 3 ед. 2С7 «Пион»                                                  | [ 7 ]                                                                                           |
| 2009                                       | 5 ед. Су-25 и 9 ед. 2С7 «Пион»                                    | [ 7 ]                                                                                           |
| 2002—2012                                  | 112 ед. Т-72, 60 ед. БТР-70, 90 ед. Д-30, 5 ед. Су-25             | не включая 19 и 41 ед. Т-72 за 2005 и 2006, 30 ед. Д-30 за 2010, 5 и 1 ед. Су-25 за 2009 и 2010 |
| 2014                                       | 2 ед. Т38 «Стилет»                                                | [ 9 ]                                                                                           |
| 2017                                       | 26 ед. 2С5 «Гиацинт-Б»                                            | [ 10 ]                                                                                          |
| 2018                                       | ок. 10 ед. В-200 «Полонез», некоторое число «Гроза-С» и «Гроза-6» | [ 6 ]                                                                                           |

## Карабахский конфликт
Белорусская военная продукция использовалась азербайджанцами в ходе Карабахского конфликта. В ноябре 2018 года пресс-секретарь внешнеполитического ведомства Армении Анна Нагдалян прокомментировала поставки вооружений Азербайджану так:
Мы неоднократно отмечали, что не можем относиться к продаже оружия Азербайджану как к исключительно деловой сделке. Это оружие, которое отнимает жизни наших соотечественников, наших солдат, гражданского населения. Гонка вооружений в нашем регионе весьма опасна. Что касается продажи вооружений Азербайджану со стороны Беларуси, то это наряду с вышеперечисленной озабоченностью также ставит под сомнение всю логику коллективной безопасности, бросает вызов всей логике сотрудничества в рамках ОДКБ и непосредственным образом наносит вред эффективности и авторитету Организации.
Согласно заявлению президента непризнанной Нагорно-Карабахской Республики Араика Арутюняна, во время Второй Карабахской войны в октябре 2020 года Азербайджан обстрелял город Степанакерт реактивными системами залпового огня белорусского производства «Полонез». В целом, наличие в арсенале Вооружённых Сил Азербайджана данного образца серьёзно усилило их ударную мощь и позволило компенсировать наличие у армянской армии оперативно-тактических ракетных комплексов «Искандер-Э» российского производства, уравновесив возможности сторон в этом классе вооружений.
В начале ноября того же года азербайджанцы при помощи белорусского комплекса РЭБ «Гроза-С» уничтожили один армянский беспилотник в Товузском районе. Благодаря комплексам «Гроза-6» были успешно подавлены находившиеся на вооружении Нагорного Карабаха и Армении средства ПВО, включая зенитные ракетные комплексы «Оса», «Тор» и С-300.